# Rudolf-Kalweit-Stadion
El Rudolf-Kalweit-Stadion es estadio de fútbol y de rugby en Hanóver, Alemania. Es la sede y es propiedad del equipo de fútbol Arminia Hannover y también se utiliza con frecuencia para los partidos internacionales de la selección alemana de rugby. Además, el equipo de fútbol americano espartanos de Hannover también utiliza el espacio
En su campaña para la copa europeoa de nacionales División 2008-2010, Alemania jugó uno de sus cinco partidos como local en el estadio, los otros fueron en Heusenstamm y Heidelberg. 